# Gryllica pygmaea
Gryllica pygmaea är en skalbaggsart som beskrevs av Lane 1973. Gryllica pygmaea ingår i släktet Gryllica och familjen långhorningar. Inga underarter finns listade i Catalogue of Life.